# 昂布吕
昂布吕（法語：Ambrus）是法国洛特-加龙省的一个市镇，属于内拉克区（Nérac）达马藏县（Damazan）。该市镇总面积12.35平方公里，2009年时的人口为97人。

## 人口
昂布吕人口变化图示